# 1-Hydroxy-7-azabenzotriazol
1-Hydroxy-7-azabenzotriazol (HOAt) ist ein Triazol, das in der organischen Chemie und Biochemie als Zusatz zur Peptidsynthese und allgemein bei der Kopplung von Aminosäuren verwendet wird. HOAt vermindert dabei die Racemisierung. Alternativ wird unter anderem Hydroxybenzotriazol (HOBT), HATU, HBTU, TBTU, N-Hydroxysuccinimid oder Ethyl-2-cyano-2-(hydroxyimino)acetat (Oxyma) verwendet. HOAt wird auch zur Quervernetzung von Proteinen verwendet.